# Jacques Lelièvre
 (novembre 2018).
Pour les articles homonymes, voir Lelièvre.
Jacques Lelièvre, qui signe également sous le pseudonyme de Jac L., né le 21 juin 1950 à Savenay en France, est un scénariste de bande dessinée français.

## Biographie
Jacques Lelievre dessine pour des journaux à partir de 1969. En 1978, son personnage Balthazar le mille-pattes est diffusé en dessin animé sur France 3 (production Albert Champeaux, animation Raymond Petit). D'autres séries suivent pour TF1. En 1985, il scénarise des albums BD pour Scarpa, Cavazzano et Curd Ridel. En 1999, il devient rédacteur en chef du Journal de Mickey. Il est remplacé par Éric Pavon en 2001.

## Œuvre
- Akim Color, Aventures et Voyages, collection Mon journal

40. L'Entreprise héroïque, scénario de Jac L. et Roberto Renzi, dessins de Jac L. et Augusto Pedrazza, 1971
42. La Réunion des grands chefs, scénario de Jac L. et Roberto Renzi, dessins de Jac L. et Augusto Pedrazza, 1971
46. Dans la gueule du loup, scénario de Jac L., Roberto Renzi et Frank Pepper, dessins de Jac L., Geoff Campion et Augusto Pedrazza, 1971
48. L'Abdication de Bajan, scénario de Jac L., Roberto Renzi et Frank Pepper, dessins de Jac L., Geoff Campion et Augusto Pedrazza, 1971
65. La grande idole, scénario de Jac L., Roberto Renzi et Frank Pepper, dessins de Jac L., Geoff Campion et Augusto Pedrazza, 1973
69. Le dernier vol, scénario de Jac L., Roberto Renzi, Francisco Ibáñez et Frank Pepper, dessins de Jac L., Geoff Campion, Francisco Ibáñez et Augusto Pedrazza, 1973
72. Le Plan de Jim, scénario de Jac L., Roberto Renzi, Francisco Ibáñez et Frank Pepper, dessins de Jac L., Geoff Campion, Francisco Ibáñez et Augusto Pedrazza, 1973
74. Le Nid d'aigle, scénario de Jac L., Roberto Renzi, Francisco Ibáñez et Frank Pepper, dessins de Jac L., Geoff Campion, Francisco Ibáñez et Augusto Pedrazza, 1974
76. L'étrange passager de la fusée BZ-14, scénario de Jac L., Roberto Renzi et Frank Pepper, dessins de Jac L., Geoff Campion et Augusto Pedrazza, 1974
- Akim, Aventures et Voyages, collection Mon journal

601. Le Royaume qui n'existe pas, scénario de Tom Tully, Jac L. et Roberto Renzi, dessins de Jac L., Augusto Pedrazza et Mike Western, 1984
- Aventures à Eurodisney, scénario de Jacques Lelièvre, dessins de Romano Scarpa, Dargaud, collection Dargaud club, 1992  (ISBN 2-908803-11-9)
- Brik, Aventures et Voyages, collection Mon journal

153. Le Monstre de fer, scénario de Jac L. et Scott Goodall, dessins de Jac L., Guido Zamperoni et John Stokes, 1971
- Disney Club, scénario de Jacques Lelièvre, dessins de l'Atelier Philippe Harchy, Disney Hachette édition, collection Walt Disney

Histoires de trésor, 1992  (ISBN 2-230-00034-9)
La Bande à Picsou - Le Lingot perdu, 1992  (ISBN 978-2-230-00041-8)
- Pif le chien, Messidor/La Farandole, collection Pif album

6. L'As des casses, scénario de Jacques Lelièvre, dessins de Giorgio Cavazzano, 1987  (ISBN 2-209-05893-7)
- Radio Kids, scénario de Jacques Lelièvre, dessins de Curd Ridel, Éditions Cœur de Loup (tomes 1 et 2) puis Le Gang (tome 3)

1. Aventures en mégahertz, 1997  (ISBN 2-911683-02-1)
2. Pas de larsen pour les kids, 1998  (ISBN 2-911683-05-6)
3. Fréquence Récré, 2012  (ISBN 978-2-9534598-1-4)

- Tarzan, Sagédition

Volume 18, scénario collectif, dessins de Jac L. et Joré, 1973
Volume 22, scénario collectif, dessins de Jac L. et Bob Lubbers, 1974
Volume 23, scénario collectif, dessins de Jac L. et Bob Lubbers, 1974
Super Trazan - 38. Le dernier des monstres, scénario collectif, dessins de Jac L. et FJ Gonzalez, collection Super Tarzan, 1982
Tarzan Géant - Recueil 12, scénario d'Al Stoffel, dessins de Ralph Heimdahl, André Schwartz, Pérez, Tom Hill, Ed Dodd, Jac L. et Russ Manning, 1978